# Атером коже
Атером коже је доброћуднa кожна промена ( поткожни чвор), бенигни  тумор коже или епидермоидна циста поткожног ткива, узрокована блокадом лучења лојне жлезде и повећаним накупљањем себума и ћелија коже. Иако су атероми коже углавном лоцирани на глави, лицу, врату, могу се јавити и на другим деловима тела. Ова класа доброћудних тумор укључује и друге цисте коже различитих етиологија.
Ретко се атером може претворити у малигни тумор коже, али је зато често склон инфекцији. То захтева његову правовремену дијагностику и лечење од стране дерматолога, како се не би озбиљније нарушило здравље пацијента.
Атером коже се хируршки може у потпуно уклонити кроз мали рез на кожи у локалној анестезији.

## Етиопатогенеза
Узрок настанка атерома може бити:
- блокада секреције лојних жлезда,
- повреда коже,
- инфекција коже,
- генетска предиспозиција.

У наведеним стањима настаје зачепљење канала лојне жлезде и накупљања себума у и око саме жлезде.Потом се око накупљеног лојног садржаја ствара омотач (мембрана) који га ограничава од околног ткива и спречава даље ширење атерома.
Атером постаје болан када се упали, односно када дође до продора бактерија у његову унутрашњост. Уколико је пречник атерома преко 5 сантиметара називају се гигантске епидермоидне цисте, које се ретко јављају у дојкама.

## Клиничка слика
Прво што пацијент примети је безболни чвор на кожи, а најчешће на глави, леђима, грудном кошу, гениталијама
Како се врло често атером може инфицирати, он постаје црвен, болан и отечен. 
Најчешће запаљење може да прође само од себе, али чешће прелази у гнојну инфекцију, која се тада може решити само хируршким путем.

## Дијагноза
Дијагноза се лако поставља клиничким прегледом (инспекцијом и палпацијом) самог чвора ради процене тврдоће и величине промене. Клиничким прегледом опипава се чврста цистична маса, округла, помична и безболна; која ретко изазива тегобе, осим уколико није инфицирана када изазива болни апсцес који се брзо повећава.
Веома ретко је неопходна биопсија атерома.

## Терапија
Атером коже се може у потпуно уклонити кроз мали рез на кожи у локалној анестезији:
- ексцизијом,[3]
- рunch техником.[4]

## Прогноза
Атерома коже може остати мали до краја живота, или може почети да расте, испод нивоа коже или да има излучни канал на својој површини.
Компликације могу настати:
- након повреде средишта атером коже,
- код особа са смањеним имунитетом, недостатком личне хигијене, или код пацијената које болују од шећерне болести.
- након млигне трансформација зида епидермоидне цисте (која се јавља ретко у 0,045% случајева). Због тога се за дефинитивну хистопатолошку дијагнозу обично препоручује ексцизија свих епидермоидних цисти и тиме искључује могућност малигне лезије са наизглед бенигним особинама, односно спречавају потенцијалне компликације попут инфекције и малигне трансформације.

У овим случајевима може доћи до гнојења атерома, кожа постаје црвена, отечена, фокус упале боли и повећава се величина туморске масе. Ако се са терапијом не почне на време, гнојна упала се може проширити на околно ткиво, што резултује стварањем апсцеса, или развоја целулитиса. 
Како у поткожном ткиву може доћи до руптура гнојне цисте,  на том месту остају грубе ожиљне промене након терапије. Поред тога, због јаког гнојење лезије, није увек могуће потпуно уклонити капсулу атером коже, што може додатно изазвати рецидив болести.